# جمايما جولد سميث
جمايما جولد سميث (بالإنجليزية: Jemima Goldsmith) ناشطة وصحفية بريطانية مسلمة ولدت عام 1974 اشتهرت باسم جمايما خان بعد زواجها من لاعب الكريكيت السابق عمران خان.

## روابط خارجية
- جمايما جولد سميث على موقع IMDb (الإنجليزية)
- جمايما جولد سميث على موقع ألو سيني (الفرنسية)
- جمايما جولد سميث على موقع قاعدة بيانات الفيلم (الإنجليزية)